# Perla (Steven Universe)
Perla es uno de los personajes principales en la serie de televisión animada Steven Universe, creada por Rebecca Sugar. Ella es una Gema, un ser alienígena cuya forma física se proyecta a partir de una gema real incrustada en su cuerpo, en su caso, una perla ubicada en la frente.
Perla fue una de las primeras integrantes de la rebelión liderada por Rose Cuarzo, formando parte de las Gemas de Cristal (Crystal Gems). Sobrevivió a la guerra contra el Planeta Madre (Homeworld) y dedicó gran parte de su existencia a proteger la vida en la Tierra. Su profunda lealtad a Rose la llevó a participar activamente en la crianza de su hijo, Steven Cuarzo Universe, a quien cuida con una actitud maternal, amorosa y protectora.
Dentro del sistema jerárquico del Planeta Madre, las Perlas eran gemas creadas para servir como asistentes personales. Perla estaba originalmente al servicio de Diamante Rosa, antes de unirse a la rebelión.

## Actriz de voz y diseño

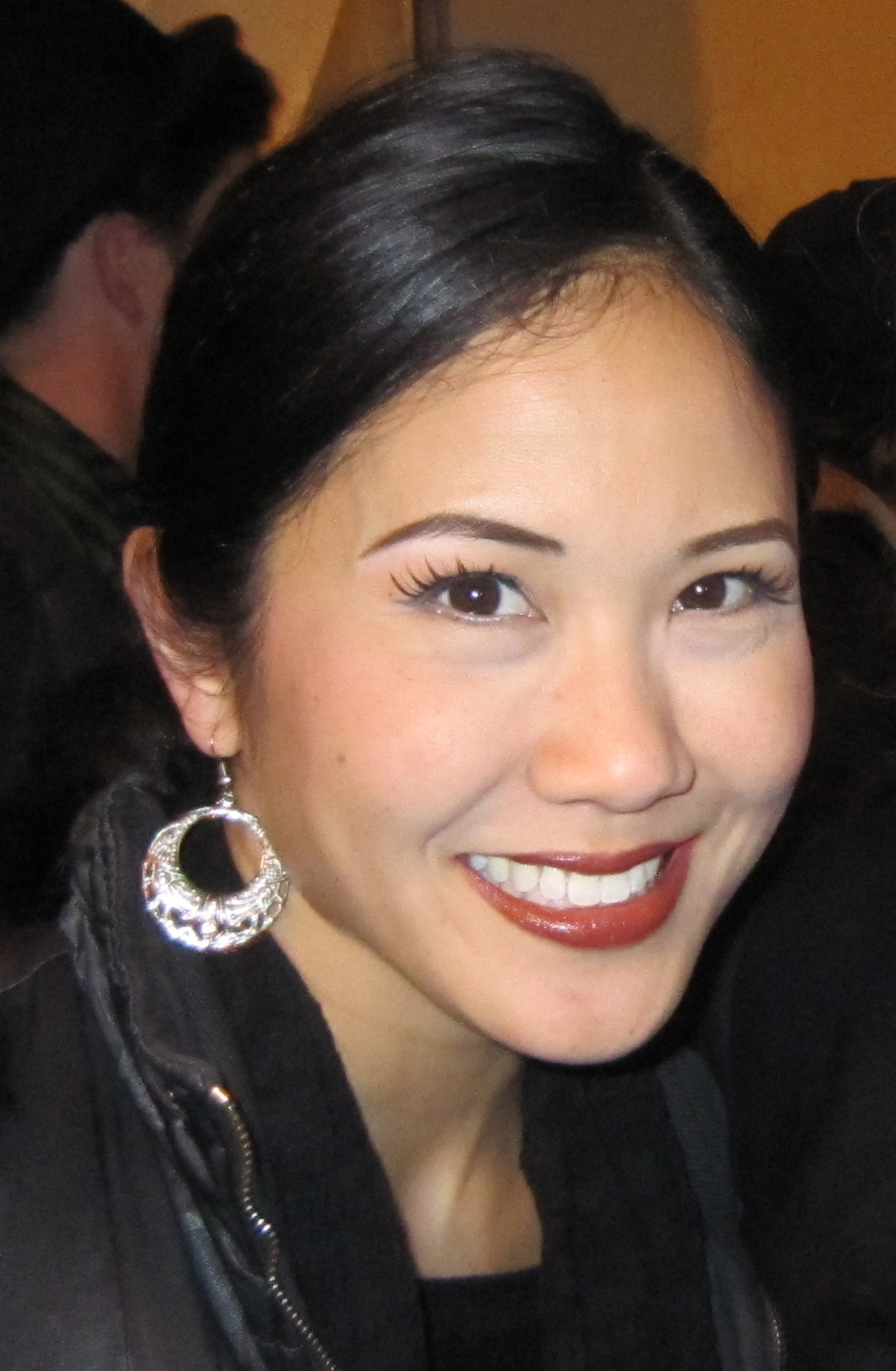
La actriz Deedee Magno le dio la voz a Pearl en el idioma original (inglés) desde el piloto hasta la conclusión de la serie Steven Universe Future.

La actriz de voz de Perla en su version original es Deedee Magno Hall, comenzó a actuar a una edad temprana para The All-New Mickey Mouse Club. Luego pasó a hacer actuaciones de Broadway en las décadas de 1990 y 2000, como Miss Saigon y Wicked, pero Rebecca Sugar se puso en contacto con ella para interpretar un papel en Steven Universe en 2013. Perla fue su primer papel importante en una serie animada.
Su diseño ha sufrido varios cambios a lo largo de la serie:
- Episodio piloto: Tenía el cabello corto de color melocotón y un atuendo intrincado.
- Primera versión oficial en "Brillo de gema": Se le dio un diseño más simple con apariencia de bailarina, el cual conservó durante gran parte de la serie.
- Primera regeneración en "Steven, el espadachín": Cambia su vestimenta, manteniendo su elegancia característica.
- Última forma en "Cambiar de parecer": Aparece con un blazer color cian con una gran estrella en la espalda.

## Personaje
Perla es una gema inteligente, sofisticada, organizada y elegante. Aunque inicialmente parece rígida o exigente, se muestra profundamente emocional y leal. Su personalidad está muy influenciada por su rol original como gema de servicio, aunque ha evolucionado hasta convertirse en una guerrera completa.
Su arma mágica es una lanza que invoca desde su gema. Puede crear múltiples versiones de ella y realizar maniobras complejas. Esta arma es introducida en el episodio piloto y es modificada más adelante, en el episodio Bismuto (temporada 3).
Además, Perla domina el combate con espada, habilidad que desarrolló para proteger a Rose Cuarzo. Más adelante, enseña esgrima a Connie y Steven, convirtiéndose en una mentora esencial para ambos.

### Relación con Rose Cuarzo
La relación entre Perla y Rose es uno de los ejes emocionales del personaje. Perla estaba profundamente enamorada de Rose, aunque su amor nunca fue correspondido de forma romántica. Fue su confidente más cercana y llegó a sacrificar su forma física por ella en múltiples ocasiones. Esta conexión guía muchas de las decisiones y conflictos emocionales de Perla a lo largo de la serie.

## Recepción
Ben Bertoli de Kotaku declaró que Perla es un personaje que al espectador puede no gustarle al comienzo de la serie, pero que se vuelve más identificable a medida que la historia continúa y el espectador aprende más sobre ella. Sara Goodwin de The Mary Sue incluso la describió como "la más humana" de las gemas debido a cómo lucha con "la amargura, los pensamientos de insuficiencia y los celos". Aunque afirmó que Perla a menudo puede ser "insufrible", a Goodwin le gusta el personaje por su humanidad y su arduo trabajo.
En 2014, Deedee Magno ganó un premio Behind the Voice Actor, en la categoría "Mejor interpretación vocal femenina principal en una serie de televisión - Comedia / Musical", por su interpretación de Perla.
Perla fue recibida muy positivamente por ser un personaje lésbico en una serie animada, siguiendo un tendencia en el aumento de temas LGBT en series animadas para todo público como Adventure Time (en la que Rebecca Sugar también trabajó) y La Leyenda de Korra. The Mary Sue elogió al programa por no caer en el tópico de las "psicóticas lesbianas", que "a menudo cataloga a las mujeres queer como [...] depredadoras de posibles heterosexuales", incluso en su descripción de los celos de Perla cuando Rose muestra interés en un personaje masculino en flashbacks.

### Censura
Una breve escena de flashback en la que Perla baila íntimamente con Rose para fusionarse con ella, del episodio We Need to Talk, fue censurada polémicamente por Cartoon Network UK para el público británico, ya que sentían que "la versión ligeramente editada es más cómoda para los niños locales y sus padres".